# Liljeborgia
Liljeborgia ist eine Gattung aus der Familie Liljeborgiidae in der Ordnung der Flohkrebse.

## Merkmale
Die Arten der Gattung Liljeborgia sind Vertreter des Makrobenthos, das heißt, sie sind mehr als einen Millimeter große Mitglieder der Lebensgemeinschaften des Meeresbodens. Äußerlich ähneln sie sehr den Vertretern der Familie Gammaridae, zu denen sie auch lange Zeit gezählt wurden. Ihr Körperbau ist gestreckt und seitlich abgeflacht. Sie besitzen jedoch keine Kalkeinlagerungen in ihrem Chitinpanzer.
Zur Unterscheidung der Arten wird unter anderem eine Formel herangezogen, die die Anzahl der nach hinten weisenden Zähnchen rückenseitig auf den einzelnen Segmenten des Abdomens beschreibt. Liljeborgia dubia hat beispielsweise die Formel 5–5–1–1–1 auf den Segmenten (vom ersten Pleonit bis nach hinten in Richtung Telson).

## Verbreitung
Die Arten der Gattung Liljeborgia sind weltweit verbreitete Bewohner des Meeresbodens.

## Lebensweise
Über die Lebensweise der Gattung Liljeborgia ist wenig bekannt. Die meisten Arten scheinen als Epifauna auf Oberflächen von Lockersedimenten oder auf anderen Organismen (Korallen, Pflanzen) zu leben. Sie ernähren sich dort von Detritus. Liljeborgia aequabilis kommt stets in der Gesellschaft von Einsiedlerkrebsen an den Küsten Ost- und Südaustraliens vor. Liljeborgia joergpeteri lebt auf Korallensand im Großen Barriereriff.

## Systematik

### Äußere Systematik
Liljeborgia ist die einzige Gattung der Unterfamilie Liljeborgiinae. Innerhalb der Familie Liljeborgiidae gibt es noch eine weitere Unterfamilie, die Idunellinae mit der einzigen Gattung Idunella. Schon 1894 schlug Georg Ossian Sars vor, die beiden Gattungen in einer eigenen Familie zu vereinen, das wurde aber erst 1899 durch Thomas Roscoe Stebbing umgesetzt.

### Arten
Stand: 1. April 2014
- Gattung Liljeborgia
  - Liljeborgia abyssotypica d'Udekem d'Acoz, 2008
  - Liljeborgia aequabilis  Stebbing, 1888
  - Liljeborgia akaroica  Hurley, 1954
  - Liljeborgia anepsia  d'Udekem d'Acoz, 2009
  - Liljeborgia barhami  Hurley, 1954
  - Liljeborgia bathysciarum d'Udekem d'Acoz, 2009
  - Liljeborgia bispinosa (Costa, 1853)
  - Liljeborgia bousfieldi McKinney, 1979
  - Liljeborgia bythiana d'Udekem d'Acoz, 2008
  - Liljeborgia caeca Birstein & Vinogradova, 1960
  - Liljeborgia caliginis d'Udekem d'Acoz & Vader, 2009
  - Liljeborgia charybdis d'Udekem d'Acoz & Vader, 2009
  - Liljeborgia chevreuxi Stebbing, 1888
  - Liljeborgia clytaemnestra d'Udekem d'Acoz, 2012
  - Liljeborgia cnephatis d'Udekem d'Acoz, 2008
  - Liljeborgia consanguinea Stebbing, 1888
  - Liljeborgia cota J. L. Barnard, 1962
  - Liljeborgia cryptothrix d'Udekem d'Acoz, 2008
  - Liljeborgia dellavallei Stebbing, 1906
  - Liljeborgia dubia (Haswell, 1880)
  - Liljeborgia enigmatica Ledoyer, 1986
  - Liljeborgia epistomata K. H. Barnard, 1932
  - Liljeborgia eurycradus Thurston, 1974
  - Liljeborgia falklandica K. H. Barnard, 1932
  - Liljeborgia famelicosa d'Udekem d'Acoz & Hendrycks, 2011
  - Liljeborgia fissicornis (Sars, 1858)
  - Liljeborgia geminata J. L. Barnard, 1969
  - Liljeborgia georgiana Schellenberg, 1931
  - Liljeborgia georgiensis K.H. Barnard, 1932
  - Liljeborgia gloriosaeLedoyer, 1986
  - Liljeborgia hansoni Hurley, 1954
  - Liljeborgia heeia J. L. Barnard, 1970
  - Liljeborgia holthuisi d'Udekem d'Acoz, 2010
  - Liljeborgia homospora d'Udekem d'Acoz, 2008
  - Liljeborgia hwanghaensis Kim & Kim, 1990
  - Liljeborgia inermis  Chevreux, 1919–20
  - Liljeborgia japonica Nagata, 1965
  - Liljeborgia joergpeteri Coleman, 2009
  - Liljeborgia kerguelenensis  Bellan-Santini & Ledoyer, 1974
  - Liljeborgia kinahani (Bate, 1862)
  - Liljeborgia laniloa J. L. Barnard, 1970
  - Liljeborgia longicornis (Schellenberg, 1931)
  - Liljeborgia macrodon Schellenberg, 1931
  - Liljeborgia macronyx (G.O. Sars, 1894)
  - Liljeborgia marcinabrio J. L. Barnard, 1969
  - Liljeborgia mojada J. L. Barnard, 1961
  - Liljeborgia mozambica Ledoyer, 1986
  - Liljeborgia nesiotica d'Udekem d'Acoz, 2008
  - Liljeborgia octodentata Schellenberg, 1931
  - Liljeborgia ossiani d'Udekem d'Acoz & Vader, 2009
  - Liljeborgia pallida (Bate, 1857)
  - Liljeborgia palmata Griffiths, 1974
  - Liljeborgia permacra d'Udekem d'Acoz, 2008
  - Liljeborgia petrae Lyons & Myers, 1991
  - Liljeborgia polonius Hughes & Lowry, 2006
  - Liljeborgia polosi Barnard, Karaman, 1991
  - Liljeborgia polydeuces d'Udekem d'Acoz, 2008
  - Liljeborgia prionota d'Udekem d'Acoz, 2008
  - Liljeborgia proxima Chevreux, 1907
  - Liljeborgia psaltrica Krapp-Schickel, 1975
  - Liljeborgia pseudomacronyx Bellan-Santini, 1987
  - Liljeborgia quadridentata Schellenberg, 1931
  - Liljeborgia quinquedentata Schellenberg, 1931
  - Liljeborgia rauscherti d'Udekem d'Acoz, 2008
  - Liljeborgia semperhiemalis d'Udekem d'Acoz, 2008
  - Liljeborgia serrata Nagata, 1965
  - Liljeborgia serratoides Tzvetkova, 1968
  - Liljeborgia sinicazarica Ren, 1992
  - Liljeborgia zarica J. L. Barnard, 1962

- Liljeborgia aequicornis G.O. Sars, 1877 wurde der Gattung Idunella zugeordnet als Idunella aequicornis (G.O. Sars, 1877)
- Liljeborgia affinis Haswell, 1885 wurde synonymisiert mit Liljeborgia dubia (Haswell, 1880)
- Liljeborgia brevicornis (Bruzelius, 1859) wurde synonymisiert mit  Liljeborgia pallida (Bate, 1857)
- Liljeborgia dubia Kamenskaya, 1979 wurde synonymisiert mit Liljeborgia polosi Barnard, Karaman, 1991
- Liljeborgia haswelli Stebbing, 1888 wurde synonymisiert mit Liljeborgia dubia (Haswell, 1880)
- Liljeborgia maria Hurley, 1954 wurde synonymisiert mit Liljeborgia akaroica Hurley, 1954
- Liljeborgia mixta Schellenberg, 1925 wurde synonymisiert mit Liljeborgia dellavallei Stebbing, 1906